# Ландграф, Александер
Александер Ландграф (нем. Alexander Landgraf; 20 мая 1906, Лорш, Германская империя — 16 августа 1972, Франкфурт-на-Майне, ФРГ) — немецкий юрист, оберштурмбаннфюрер СС, начальник отделения гестапо в Мюнстере.

## Биография
Александер Ландграф родился 20 мая 1906 года в крестьянской семье. После сдачи экзаменов на аттестат зрелости с 1926 года изучал право в университетах Гейдельберга и Гиссена и в 1930 году закончил обучение, сдав первый государственный экзамен. После прохождения юридической стажировки в декабре 1933 года сдал второй государственный экзамен.
1 февраля 1928 года вступил в НСДАП (билет № 75943). В своём родном городе с 1926 по 1936 года действовал в качестве ответственного по вопросам культуры и руководителя обучения для партии в звании амтсляйтера. В апреле 1937 года был зачислен в ряды СС (№ 280440). В сентябре 1942 года был повышен до оберштурмбаннфюрера СС. Кроме того, Ландграф был членом СД.
С мая 1934 года работал в качестве судебного заседателя в полицейском управлении Дармштадта. В начале февраля 1936 года поступил на службу в прусскую тайную государственную полицию. После недолгой службы в Мюнстере и пребывания на посту исполняющего обязанности начальника гестапо Оснабрюка с апреля 1936 года возглавлял гестапо в Везермюнде. В июле 1937 года ему был присвоен чин правительственного советника. С начала сентября 1937 года возглавлял гестапо в Карлсруэ, а с начала апреля 1941 года принадлежал к штабу руководителя полиции безопасности и СД в Страсбурге. В начале февраля 1942 года был повышен до старшего правительственного советника. С февраля по сентябрь 1942 служил в отделе гестапо, принадлежавшему к ведомству руководителя полиции безопасности и СД в Остланде в Риге. В октябре 1942 года Ландграфу было поручено руководство отделением гестапо в Мюнстере. С осени 1944 по март 1945 года был командиром полиции безопасности и СД в области Вестфалия/Север.
После окончания войны Ландграф был разнорабочим до 1953 года, когда он нашёл место в сберкассе в Зелигенштадте. Возбуждённое против него предварительное расследование в 1952 году было прекращено, также как и расследование в рамках денацификации.